# 深原堂
深原堂，位于中国福建省大田县广平镇广平村，清咸丰元年（1851年）始建，光绪三十二年（1906年）重修。建筑规模宏大，格局完整，由前后二堂、两侧各二直横屋及前部池塘、后部围垅等组成，总占地面积达3582平方米。建筑内外装饰类型丰富，木雕、石雕、灰塑、彩画技艺高超。2009年11月16日公布为第七批福建省文物保护单位。